# Relations entre l'Angola et l'Union européenne
Les relations entre l'Angola et l'Union européenne reposent principalement sur l'accord de partenariat signé en juillet 2012. Cet accord vise à renforcer le dialogue politique et la coopération dans de nombreux domaines. 
Le principal objectif de l’Union européenne en Angola est de contribuer au développement durable en renforçant les institutions et les capacités et en luttant contre la pauvreté.

## Sources

## Compléments